# Federación Internacional de Trabajadores de Química, Energía, Minería e Industrias Diversas
La Federación Internacional de Trabajadores de Química, Energía, Minas e Industrias Diversas (en inglés, International Federation of Chemical, Energy, Mine and General Workers' Unions, ICEM) es una confederación mundial de sindicatos. En enero de 2011, la ICEM representaba a 467 sindicatos industriales en 132 países, y a más de 20 millones de trabajadores.
La organización representa a los trabajadores empleados en una amplia gama de industrias, incluida la energía, minería, química y ciencias biológicas, pulpa y papel, caucho, piedras preciosas y joyería, vidrio, cerámica, cemento, servicios ambientales y otros.
La sede internacional de la ICEM está situada en Ginebra, Suiza.

## Organización
Presenta una organización regional distribuida por grandes zonas: Asia/Pacífico, Europa del Este/Asia Central, Europa Central, Europa Occidental, Países nórdicos, Norte de África / Oriente Medio, África Subsahariana, América Latina y Caribe, América del Norte.
Sus diferentes sindicatos están distribuidos en distintos sectores o ramas: Energía, Minería y canteras, Substancias químicas y biociencia, Papel y pulpa, Caucho, Diamantes, piedras preciosas, ornamentos y fabricación de joyas, Vidrio, cerámica, cemento e industrias afines, Servicios medioambientales, y Servicios e industrias varias.
Los servicios y actividades varias que no estén bajo la jurisdicción de otros Secretariados Profesionales Internacionales.
Sus objetivos comunes la mantienen en contacto con otras organizaciones sindicales como las Federaciones Sindicales Internacionales (FSI), la Confederación Sindical Internacional (CSI), las organizaciones regionales sindicales de todos los continentes (en Europa, la Federación Europea de Trabajadores de la Minería, Química y Energía o EMCEF).

## Sindicatos afiliados
Casi 500 sindicatos regionales o nacionales pertenecen a esta federación, en representación de 20 millones de trabajadores en 132 países.
Los miembros españoles son distintas federaciones de los principales sindicatos confederales (UGT, CCOO, ELA, USO):
- Federación de Industrias Afines (FIA) de UGT.[3]
- Federación de trabajadores de industrias químicas y afines (FITEQA) de CCOO.[4]
- Federación de Servicios a la Ciudadanía (FSC) de CCOO.[5]
- Federación de Trabajadores del Transporte, Puertos, Pesca, Prensa, Textil, Construcción, Madera, Química y Energía (País Vasco) de ELA (ELA-HAINBAT)[6]
- Federación Minerometalúrgica (FM) de CCOO.[7]
- Unión Sindical de Trabajadores (USO)[8]